# Bouko
Bouko este o comună din departamentul Bouna, regiunea Zanzan, Coasta de Fildeș.